# Синеспинный остроклювый певун
Синеспинный остроклювый певун (лат. Conirostrum sitticolor) — вид птиц из семейства танагровых. Птицы обитают в субтропических и тропических горных влажных лесах, на высоте 2300—3700 метров над уровнем моря. Длина тела 12,5—13 см, масса около 12 грамм.
Выделяют четыре подвида:
- Conirostrum sitticolor pallidum — в Сьерра-де-Периха (северо-западная Венесуэла), и возможное нахождение в соседних районах Колумбии;
- Conirostrum sitticolor intermedium — в Андах в штатах Трухильо, Мерида и северном Тачира (Венесуэла);
- Conirostrum sitticolor sitticolor Lafresnaye, 1840 — в Андах от южного Тачира (Венесуэла) и от Колумбии до регионов Пьюра, Кахамарка и Амасонас (северный Перу);
- Conirostrum sitticolor cyaneum — в Андах от региона Уануко (Перу) южнее до департаментов Ла-Пас, Кочабомба и восточный Санта-Крус (Боливия).